# Bajanhajran járás
Bajanhajran járás (mongol nyelven: Баянхайрхан сум) Mongólia Dzavhan tartományának egyik járása. Területe 2500 km². Népessége 1968 fő.
Székhelye Altanbulag (Алтанбулаг), mely 239 km-re északnyugatra fekszik Uliasztaj tartományi székhelytől.